# إسعاف أولي للصحة النفسية
تعرف الإسعافات الأولية للصحة النفسية بأنها هي «المساعدة المقدمة للشخص المصاب بمشكلة في الصحة النفسية أو الذي يعاني من أزمة في الصحة النفسية. ويتم توفير الإسعافات الأولية حتى يتم تلقي العلاج المهني المناسب أو حتى تُحل الأزمة».
تعتبر الإسعافات الأولية للصحة النفسية امتدادًا لمفهوم الإسعافات الأولية المألوفة مع أزمات الصحة البدنية وذلك لتغطية حالات الصحة النفسية. فبينما تعد الإسعافات الأولية لأزمات الصحة البدنية مألوفة في البلدان المتقدمة، فإن تدريبات الإسعافات الأولية التقليدية بشكل عام لم تتطرق إلى مشاكل الصحة النفسية.

## الأساس المنطقي للإسعافات الأولية للصحة النفسية
لا يحصل كثير ممن يعانون من الاضطرابات النفسية على مساعدة مهنية أو يحصلون عليها في وقت متأخر للغاية. إن الأشخاص المشتركين في شبكات التواصل الاجتماعي ممن يمكنهم الاطلاع على الخيارات المتاحة للمساعدة المهنية يمكنهم مساعدة الآخرين للحصول على المساعدة المناسبة. و يمكن للشخص المتدرب على مهارات الإسعافات الأولية المناسبة الحد من المخاطر التي تؤدي إلى إلحاق الضرر بهذا الشخص في أزمات الصحية النفسية، مثل الشعور الانتحاري للشخص أو إلحاق الضرر المتعمد بنفسه أو المعاناة من نوبة هلع أو الإصابة بـ الذهان الحاد.

## نبذة تاريخية عن التدريب على الإسعافات الأولية للصحة النفسية
يُعتبر توسع مجال التدريب على الإسعافات الأولية لتغطية مشاكل وأزمات الصحة النفسية هو تطور حديث للغاية. حيث تم تنظيم أول دورة تدريبية عن الإسعافات الأولية للصحة النفسية في أستراليا من خلال بيتي كيتشنر (Betty Kitchener )وأنتوني غورم (Anthony Jorm) في عام 2001م. وتلقى هذه الدورة التدريبية حتى الآن ما يزيد عن 1% من السكان البالغين في أستراليا. وانتشر هذا النوع من التدريب الآن في عدد من البلدان الأخرى مثل (برمودا، وكمبوديا، وكندا، والصين، وإنجلترا، وفنلندا، وهونغ كونغ، واليابان، ونيبال، ونيوزيلندا، وأيرلندا الشمالية، والبرتغال، والمملكة العربية السعودية، وسري لانكا، وسنغافورة، واسكتلندا، وجنوب أفريقيا، والسويد، والولايات المتحدة، وويلز).

## بحوث التدريب على الإسعافات الأولية للصحة النفسية
أظهرت العديد من الدراسات التي أجريت على أشخاص ممن تم تدريبهم في مجال الإسعافات الأولية للصحة النفسية تطور مستوى المعرفة والثقة والمواقف وسلوك المساعدة لديهم. وأجري أيضًا بحث لتطوير المبادئ التوجيهية الدولية بشأن أفضل الإستراتيجيات للإسعافات الأولية للصحة النفسية.